# 卡洛爾伍德村 (佛羅里達州)
卡洛爾伍德村（英語：Carrollwood Village）是位於美國佛羅里達州希爾斯波羅縣的一個非建制地區。該地的面積和人口皆未知。

## 地理
卡洛爾伍德村的座標為28°04′28″N 82°31′20″W / 28.07444°N 82.52222°W，而該地的平均海拔高度為14米（即46英尺）。